# 歌はおまかせ小山乃里子です
歌はおまかせ小山乃里子です（うたはおまかせ こやまのりこです）は、ABCラジオで1998年1月5日から2003年9月26日まで月曜日～金曜日の昼に放送されていた音楽番組。

## 概要
小山乃里子がパーソナリティとなり、リスナーからのリクエスト曲やハガキ・ファックスを紹介していく。番組後期は、日替わり女性アシスタント「のこ組」とともに番組を担当した。
また、月曜日は映画音楽、火曜日は童謡・唱歌、水曜日は宝塚歌劇、木曜日はフォークソング、金曜日はジャズとテーマを決めてそれぞれ特集する「エバーグリーンミュージック」のコーナーもあった。

## 放送時間
| 期間                 | 放送時間                                                 |
| -------------------- | -------------------------------------------------------- |
| 1998年1月～1999年3月 | 月曜日～金曜日 11:00～11:30                              |
| 1999年4月～2000年3月 | 月曜日～金曜日 10:50～11:30（「東西南北 龍介がゆく」内） |
| 2000年4月～2003年9月 | 月曜日～金曜日 11:30～13:30                              |

## 出演者
- メインパーソナリティ - 小山乃里子
- のこ組（女性アシスタント）
  - 月曜日 - 高野あさお
  - 火曜日 - 井出ともみ → 十川裕未
  - 水曜日 - 筧真帆
  - 木曜日 - 内田香織
  - 金曜日 - 川田恵子 → 永田まり